# Vytautas Juozapaitis

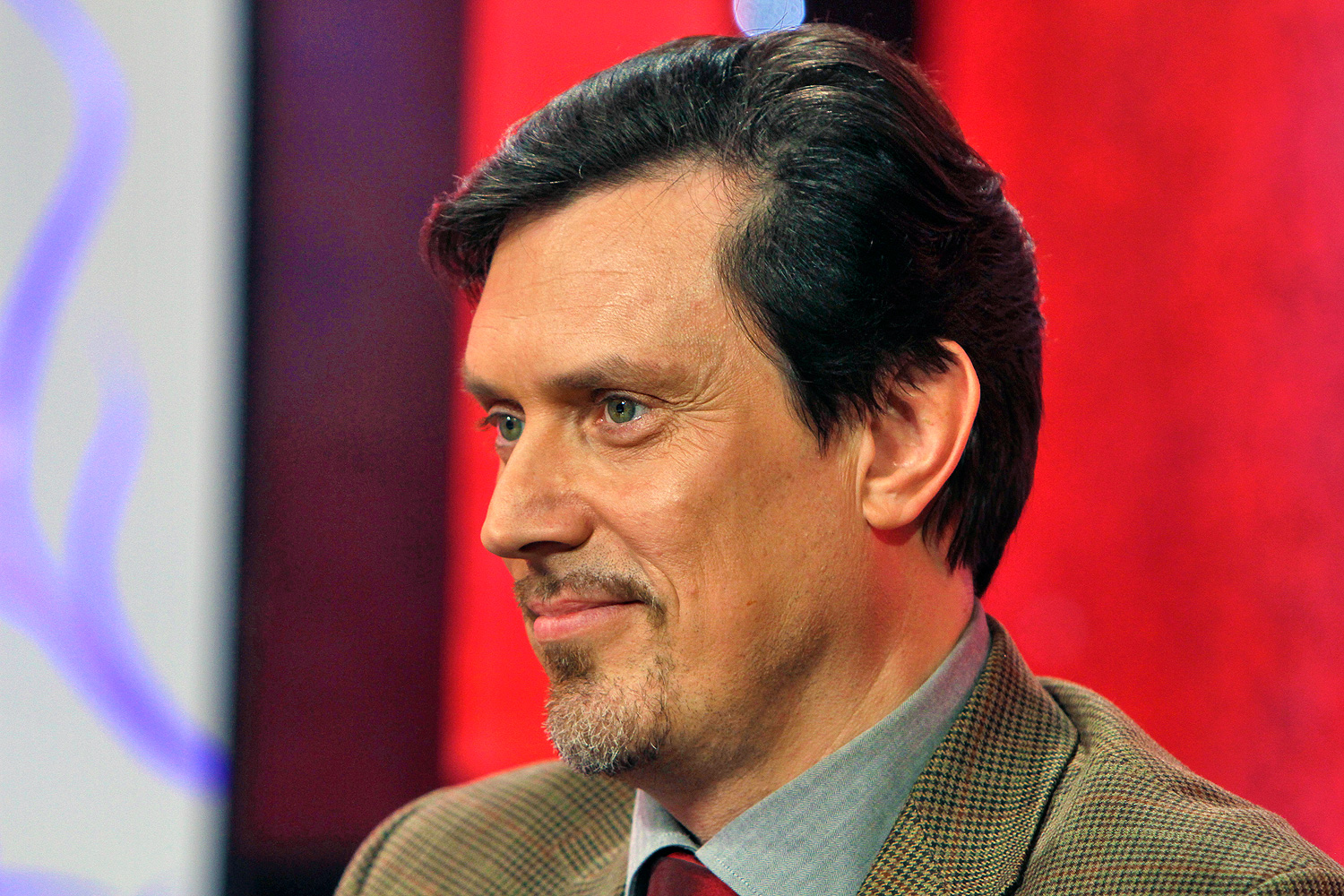
Vytautas Juozapaitis

Vytautas Juozapaitis (* 14. Dezember 1963 in Radviliškis) ist ein litauischer Opernsänger (Bariton) und konservativer Politiker, Professor der  Lietuvos muzikos ir teatro akademija (LMTA).

## Leben
Nach dem Abitur 1981 an der Mittelschule Radviliškis absolvierte Juozapaitis berufliche Bildung als Tischler und 1989 das Studium  bei Vladimiras Prudnikovas am Lietuvos valstybinė konservatorija in Vilnius und debütierte im Musiktheater Kaunas. Seit 1996 lehrt er an der LMTA und seit 2006 am Kolleg Vilnius. Seit 2012 ist er Mitglied des Seimas (Partei Tėvynės Sąjunga).
Seit 2007 ist er Ehrenbürger von Radviliškis.